# 니시쓰가루군

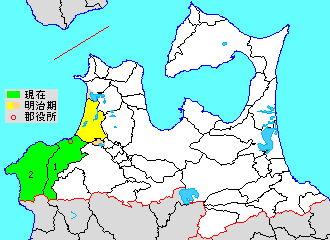
아오모리현 니시쓰가루군의 위치 (1.아지가사와정 2.후카우라정 연노랑:후에 다른 군에 편입된 구역)

니시쓰가루군(일본어: 西津軽郡, にしつがるぐん)은 일본 아오모리현의 군이다.
인구 14,262명, 면적 831.98km², 인구밀도 17.1명/km².(2025년 3월 1일, 추계인구)
이하 2정으로 구성된다.
- 아지가사와정(鰺ヶ沢町)
- 후카우라정(深浦町)

## 군역
1878년 행정 구역으로 발족 당시의 군역은, 위의 2정 외에 대략 아래 구역에 해당한다.
- 쓰가루시 전역
- 고쇼가와라시의 일부
- 기타쓰가루군 쓰루타정의 일부

## 역사
- 1878년 10월 30일 - 군구정촌 편제법이 아오모리현에서 시행되면서, 쓰가루군 가운데 아지가사와정 등의 1정 110촌 구역으로 니시쓰가루군이 발족.

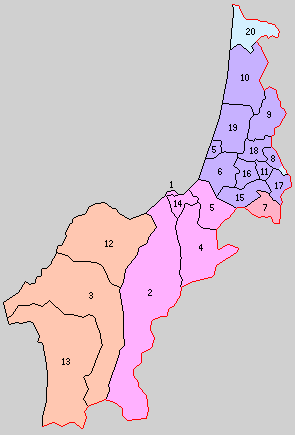
1.아지가사와정 2.아카이시촌 3.후카우라촌 4.나카촌 5.나루사와촌 6.고시미즈촌 7.미즈모토촌 8.가와요케촌 9.이나가키촌 10.샤리키촌 11.기즈쿠리촌 12.오도세촌 13.이와사키촌 14.마이토촌 15.모리타촌 16.시바타촌 17.가시와촌 18.슛세이촌 19.다테오카촌 20.주산촌 (보라:쓰가루시 분홍:아지가사와정 등색:후카우라정 빨강:기타쓰가루군 쓰루타정 하늘색:고쇼가와라시)

- 1889년 4월 1일 - 정촌제 시행으로, 이래의 정촌이 발족.(1정 19촌)
  - 아지가사와정(鰺ヶ沢町)(현존)
  - 아카이시촌(赤石村): 현 아지가사와정
  - 후카우라촌(深浦村): 현 후카우라정
  - 나카촌(中村): 현 아지가사와정
  - 나루사와촌(鳴沢村): 현 아지가사와정, 현 쓰가루시
  - 고시미즈촌(越水村): 현 쓰가루시
  - 미즈모토촌(水元村):현 기타쓰가루군 쓰루타정
  - 가와요케촌(川除村): 현 쓰가루시, 고쇼가와라시
  - 이나가키촌(稲垣村): 현 쓰가루시
  - 샤리키촌(車力村): 현 쓰가루시
  - 기즈쿠리촌(木造村): 현 쓰가루시
  - 오도세촌(大戸瀬村): 현 후카우라정
  - 이와사키촌(岩崎村): 현 후카우라정
  - 마이토촌(舞戸村): 현 아지가사와정
  - 모리타촌(森田村): 현 쓰가루시
  - 시바타촌(柴田村): 현 쓰가루시
  - 가시와촌(柏村): 현 쓰가루시
  - 슛세이촌(出精村): 현 쓰가루시
  - 다테오카촌(舘岡村): 현 쓰가루시
  - 주산촌(十三村): 현 고쇼가와라시
- 1901년 5월 1일 - 기즈쿠리촌이 정제 시행으로 기즈쿠리정(木造町)이 됨.(2정 18촌)
- 1904년 4월 1일 - 기즈쿠리정이 분리되어 일부가 모리타촌에, 일부가 가시와촌에, 일부가 슛세이촌에, 일부가 시바타촌에 각각 편입되고, 기즈쿠리정의 잔여부로 새로이 기즈쿠리정이 발족.
- 1926년 4월 1일 - 후카우라촌이 정제 시행으로 후카우라정(深浦町)이 됨.(3정 17촌)
- 1955년
  - 3월 1일 - 미즈모토촌이 기타쓰가루군 쓰루타정·우메사와촌·로쿠고촌과 합병하여, 새로이 기타쓰가루군 쓰루타정이 발족, 군에서 이탈.(3정 16촌)
  - 3월 30일 - 기즈쿠리정·다테오카촌·슛세이촌·고시미즈촌·시바타촌·가와요케촌 및 나루사와촌의 일부가 합병하여, 새로이 기즈쿠리정이 발족.(3정 11촌)
  - 3월 31일(3정 6촌)
    - 아지가사와정·마이토촌·나카촌·아카이시촌·나루사와촌이 합병하여, 새로이 아지가사와정이 발족.
    - 주산촌이 기타쓰가루군 와키모토촌·아이우치촌과 합병하여 기타쓰가루군 시우라촌이 발족.

  - 7월 29일 - 후카우라정·오도세촌이 합병하여, 새로이 후카우라정이 발족.(3정 5촌)
- 1958년 4월 1일 - 기즈쿠리정의 일부가 고쇼가와라시에 편입.
- 2005년
  - 2월 11일 - 기즈쿠리정·모리타촌·가시와촌·이나가키촌·샤리키촌이 합병하여, 쓰가루시(つがる市)가 발족, 군에서 이탈.(2정 1촌)
  - 3월 31일 - 후카우라정·이와사키촌이 합병하여, 새로이 후카우라정이 발족.(2정)

## 참고 문헌
- 《가도카와 일본 지명 대사전》 편집위원회, 편집. (1985년 12월 1일). 《가도카와 일본 지명 대사전》. 2 아오모리현. 가도카와 쇼텐. ISBN 4040010205.

## 같이 보기
- 쓰가루군 (리쿠오국)
- 히가시쓰가루군
- 미나미쓰가루군
- 기타쓰가루군
- 나카쓰가루군